# 8e régiment de tirailleurs sénégalais
Pour les articles homonymes, voir 8e régiment.
Le 8e régiment de tirailleurs sénégalais (ou 8e RTS) est un régiment français. Issu en 1923 du 8e RIC de Toulon, dissous en 1946, ses traditions ont été reprises par le 28e RIAOM.

## Création et différentes dénominations
- 1923 : Création du 8e régiment de tirailleurs coloniaux
- 1926 : Renommé 8e régiment de tirailleurs sénégalais
- 1940 : Dissolution
- 1944 : Recréation du 8e régiment de tirailleurs sénégalais
- 1946 : Dissolution

## Historique des garnisons, combats et batailles du8eRTS

### Entre-deux-guerres
1938 - Toulon

### Seconde Guerre mondiale

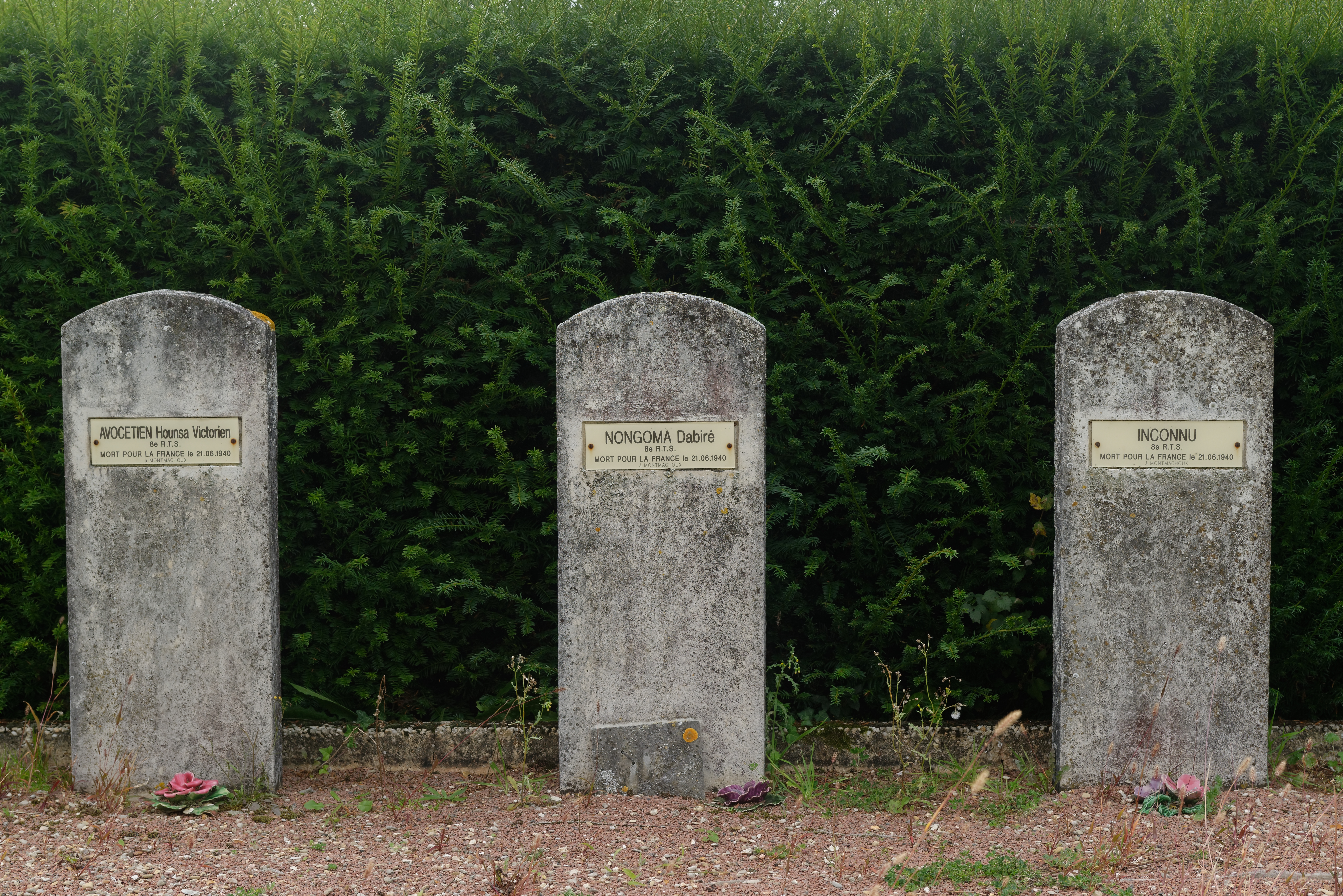
Tombes de trois soldats du 8e RTS morts pour la France le 20 juin 1940 à Montmachoux

- 1944 - Recréation du 8e régiment de tirailleurs sénégalais en Tunisie, régiment de pionniers de la 1re Armée.

- 1946 : Dissolution

## Drapeau
Il porte les inscriptions :
- Soudan 1890
- Dahomey 1892
- Côte-d'Ivoire 1893-1895
- Madagascar 1895
- Congo 1900
- Tchad 1900
- Maroc 1908-1918-1925-1926

## Insigne
Ovale broché d’un bananier vert et d’une ancre chargée du chiffre 8, petit boléro gravé.

## Personnalités ayant servi au régiment
- Charles N'Tchoréré (1896-1940), capitaine au régiment en 1936.
- Jean-Louis Sourbieu (1903-1957), résistant français, Compagnon de la Libération.
- Joseph Casile (1905-2007), résistant français, Compagnon de la Libération.
- Yves Rolland (1909-1994), résistant français, Compagnon de la Libération.
- Pierre Rougé (1911-1941), résistant français, Compagnon de la Libération.
- Jacques Langlois de Bazillac (1912-1950), résistant français, Compagnon de la Libération.
- Robert Quilichini (1912-1979), général français, Compagnon de la Libération.
- Jean Mufraggi (1914-2009), résistant français, Compagnon de la Libération.